# DJ Qbert
Richard Quitevis, meglio conosciuto come DJ Qbert o Qbert (7 ottobre 1969), è un disc jockey e compositore statunitense di origine filippina.

## Biografia
Iniziò a fare musica con i dischi all'età di quindici anni e fu influenzato dagli artisti hip hop delle strade di San Francisco nella metà degli anni ottanta.
Cominciò la sua carriera musicale nel gruppo degli FM20 con Mix Master Mike e Dj Apollo nel 1990. Durante un loro spettacolo a New York furono invitati da Crazy Legs ad unirsi alla Rock Steady Crew. Accettarono e, con il nome di Rock Steady Dj's, andarono a vincere il titolo mondiale del Disco Mix Club (DMC) nel 1992. Q-Bert fu anche uno dei fondatori della band Invisibl Skratch Piklz.

## Discografia
- Demolition Pumpkin Squeeze Musik (1994)
- Wave Twisters (1998)
- Extraterrestria / GalaXXXian (2014)

Wave Twisters venne inciso utilizzando principalmente beat e basi registrate elettronicamente.
La musica di Q-Bert fa parte della colonna sonora dei videogame Tony Hawk's Underground (nel quale è anche un personaggio nascosto) e FreQuency.

## Titoli vinti
- Tre volte campione del mondo DMC (1992, 1993, 1994)
- Campione DMC degli Stati Uniti (1990)
- Entrato con Mix Master Mike nella DMC DJ Hall of Fame